# Guadalajara (provins)
Guadalajara är en provins i norra delen av den autonoma regionen Kastilien-La Mancha i mitten av Spanien.
Huvudort är staden Guadalajara. Provinsen gränsar till provinserna Cuenca, Segovia, Soria, Zaragoza, Teruel och Madrid.
Provinsen har en yta av 12 190 km² och den totala folkmängden uppgår till 213 505 (2006). Provinsen är indelad i 288 kommuner, municipios, varav tre fjärdedelar har ett invånarantal under 200 personer.